# Congreso General Constituyente del Perú (1827)
El Congreso General Constituyente del Perú de 1827 fue el segundo Congreso Constituyente de la historia republicana peruana, que se instaló el 4 de junio de 1827, y cuya principal labor fue discutir y aprobar una nueva Constitución Política, la misma que fue promulgada el 18 de abril de 1828. Nombró también como Presidente Constitucional de la República al mariscal José de la Mar, el 9 de junio de 1827. Asimismo, tuvo tiempo de realizar una importante actividad legislativa, hasta declararse en receso el 16 de junio de 1828.

## Antecedentes
Proclamada la independencia del Perú e instalado el gobierno del protectorado de San Martín, se procedió a la estructuración de los poderes políticos del flamante Estado peruano. El primer paso debía ser la dación de una carta política, para lo cual se convocó a la ciudadanía a elegir a sus representantes para un Congreso Constituyente (1821). El Primer Congreso Constituyente del Perú se instaló en 1822, ante el cual el libertador San Martín renunció al protectorado; el poder ejecutivo pasó a un triunvirato o cuerpo colegiado denominado Suprema Junta Gubernativa del Perú, elegido por los congresistas de entre sus miembros. Pero la principal labor de este Congreso fue discutir y aprobar la primera Constitución Política del Perú (1823), de carácter liberal, la misma que fue suspendida un día antes de su promulgación para que no interfiriera en la labor del libertador Simón Bolívar, que se hallaba en preparativos de la campaña final de la independencia.
Consolidada la independencia, el Congreso prorrogó la dictadura de Bolívar, quien redactó una nueva Constitución para el Perú, la llamada Constitución Vitalicia, cuya aprobación fue procesada sometiendo a los Colegios Electorales de la República en 1826, y no a través de un Congreso Constituyente como correspondía, pues la reunión para tal proceso se había frustrado. Fue aprobada unánimemente por los Colegios Electorales, la Constitución Vitalicia (llamada así porque creaba la figura de un Presidente vitalicio) fue jurada el 9 de diciembre de 1826.
Pero el régimen vitalicio no duró mucho, hubo una reacción antibolivariana que estalló en Lima los días 26 y 27 de enero de 1827, empezando como una sublevación militar de las tropas colombianas, descontentas por la falta de pagos, para enseguida derivar en una sublevación cívica dirigida por líderes liberales como Manuel Lorenzo de Vidaurre y Francisco Javier Mariátegui. Se reunió el Cabildo, que entre otros acuerdos, dejó en suspenso la vigencia de la carta vitalicia, al considerar que había sido aprobada de manera ilegal por los colegios electorales, pues estos carecían de las facultades pertinentes.

## Convocatoria del Congreso de 1827
Tras la caída del régimen vitalicio, asumió provisionalmente el mando político el Consejo de Estado, transformado en Junta de Gobierno y presidida por el general Andrés de Santa Cruz. De acuerdo con el acta del Cabildo que negaba que los Colegios Electorales pudieran tener facultades legales para examinar y aprobar proyectos constitucionales, Santa Cruz decretó la convocatoria de un Congreso General Constituyente, con arreglo a la carta constitucional de 1823, y cuya misión sería decidir sobre la Constitución a implantarse, así como la elección del Presidente de la República. Se dio cumplimiento a la convocatoria sin dificultades, pues el pronunciamiento de Lima fue secundado pacíficamente en el resto del país y las tropas colombianas se retiraron de igual manera, de vuelta a su patria.

## Instalación del Congreso Constituyente

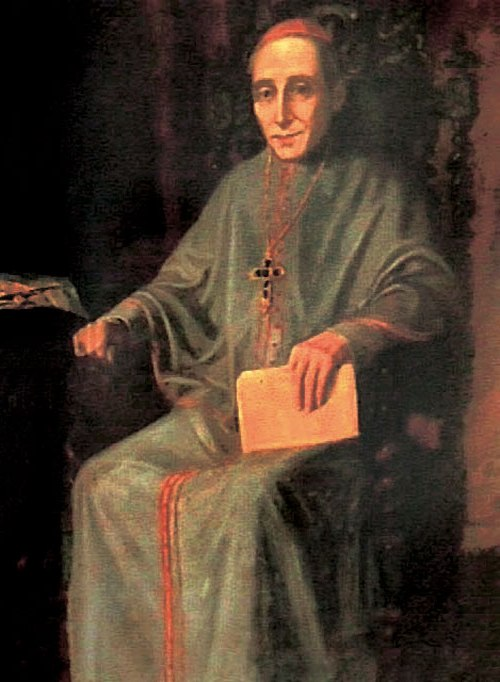
Francisco Xavier de Luna Pizarro, Presidente del Congreso Constituyente de 1827 a 1828.

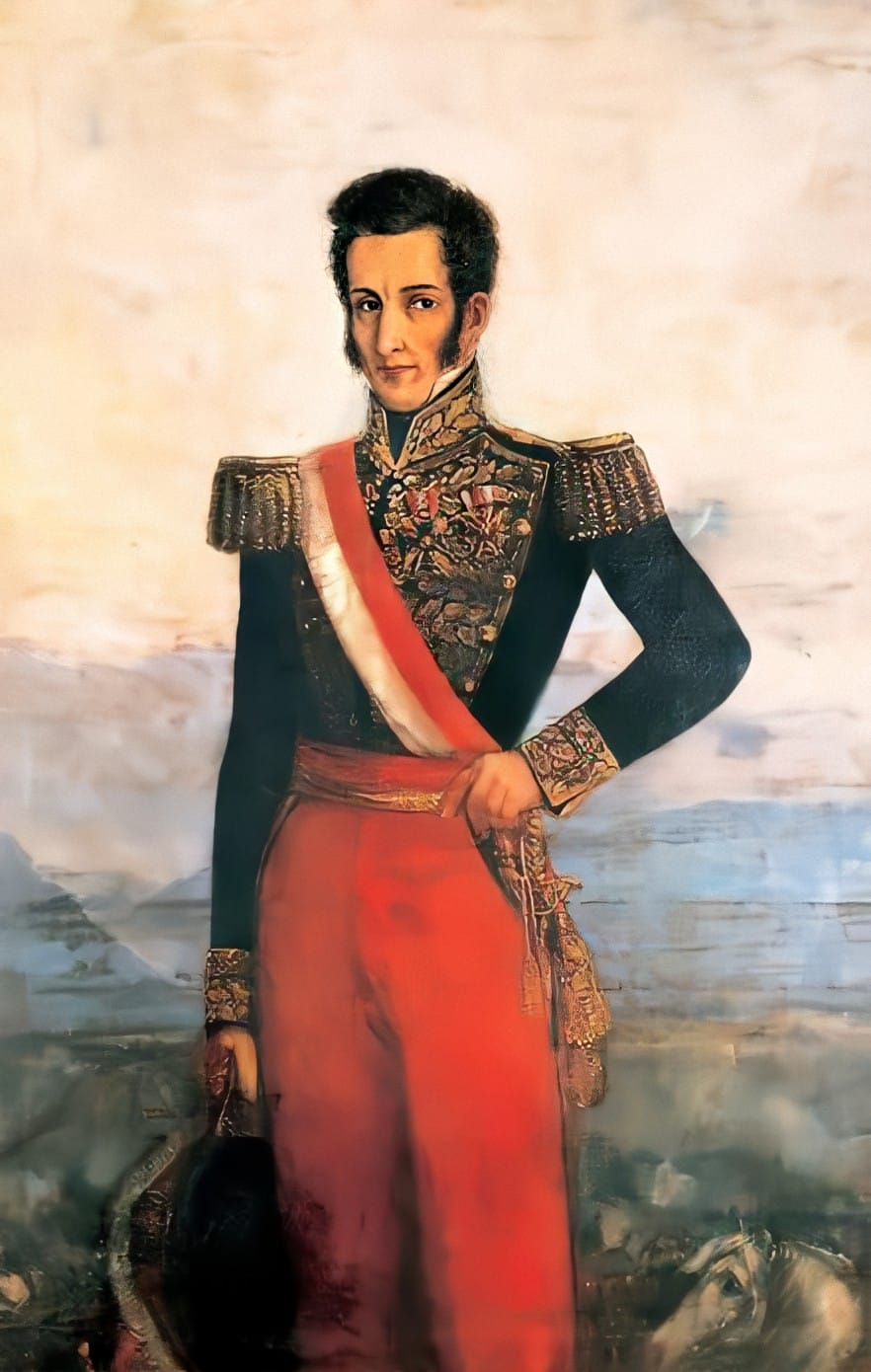
El mariscal José de La Mar, Presidente Constitucional del Perú.

El Congreso General Constituyente del Perú (el primero libre de injerencias extranjeras y el segundo de la historia republicana peruana) se instaló el 4 de junio de 1827, con 83 diputados elegidos por provincias, incluyendo a Maynas (territorio que ya por entonces reclamaba Bolívar como parte de la Gran Colombia). Su primer presidente fue el clérigo liberal Francisco Xavier de Luna Pizarro. En armonía con el decreto que le diera origen, este Congreso derogó la Constitución Vitalicia, repuso en parte la Constitución de 1823 e inició la discusión de una nueva carta política (11 de junio de 1827).

## Elección del Presidente La Mar
El mismo 9 de junio en que fue instalado el Congreso, este aprobó una ley por el cual se arrogaba la potestad de elegir al Presidente y al Vicepresidente de la República, en propiedad y no provisionalmente, ya que, según su punto de vista, así convenía a la seguridad de la República. Luna Pizarro impulsó la candidatura del mariscal José de La Mar, pues lo veía como un militar idóneo para el gobierno republicano, por ser una persona desafecta al militarismo y al caudillaje. La Mar había sido elegido diputado por Huaylas, pero se hallaba entonces en Guayaquil, como Jefe Político y Militar de dicha plaza. Sus partidarios usaban un distintivo colorado. Otro grupo de diputados auspició la candidatura del general Andrés de Santa Cruz. Pero sorpresivamente, Luna Pizarro anunció que ese mismo día, 9 de junio, se haría la elección en sesión permanente. La Mar triunfó con 58 votos, mientras que su contrincante obtuvo 29. 
Santa Cruz quedó muy descontento con esta elección, comparando la maniobra de Luna Pizarro como un asalto intempestivo. Como Vicepresidente fue elegido el limeño Manuel Salazar y Baquíjano, quien se hizo cargo del poder mientras se esperaba la llegada de La Mar. 
La Mar asumió por fin sus funciones el 22 de agosto de 1827. Fue el primer Presidente Constitucional del Perú, aunque elegido por el Congreso y no por votación popular.

## Debates parlamentarios
Un importante tema que se discutió en esta Constituyente fue la aplicabilidad del sistema federal. Luego de arduos debates, los legisladores consideraron que aún no era conveniente implantar ese sistema, que a su juicio podría favorecer la anarquía y la fragmentación territorial, teniendo en cuenta el peligro internacional que todavía representaba Bolívar y la Gran Colombia en el norte. Pero como teóricamente eran partidarios del federalismo, crearon las juntas departamentales, que debían ser la base de futuros parlamentos, y establecieron que cinco años después la Constitución debía ser reformada, suponiendo que ya para entonces se verían resultados que hicieran factible la instauración del federalismo. Por el momento la República sería unitaria.

## La Constitución de 1828
Los congresistas dieron la nueva Constitución el 18 de marzo de 1828, siendo promulgada el mismo día por el presidente La Mar. Su juramentación pública, fijada para el día 5 de abril, fue diferida a raíz de un tremendo terremoto que asoló Lima el 30 de marzo. La ceremonia se realizó finalmente el 18 de abril, en los cuatro ángulos de la Plaza Mayor, en la plazuela de la Constitución y en las plazuelas de San Marcelo y San Lázaro. La ciudad se hallaba intransitable por los escombros.
Esta constitución ha sido considerada la “madre” de las constituciones del Perú, porque sirvió de modelo a las mismas, hasta muy avanzado el siglo XX. En lo civil puso término a ciertos rezagos de la vida colonial como los empleos hereditarios, mayorazgos, vinculaciones y privilegios. Se abolió la tortura y las penas infamantes y solo hubo pena de muerte en los casos de homicidio calificado. En lo político estableció la elección indirecta del presidente y el vicepresidente, para un período de cuatro años, inmediatamente renovable; cámaras de senadores y diputados, cuya renovación se efectuaría cada dos años por tercios y mitades, respectivamente; creación de un Consejo de Estado, al cual se encargaba la misión de observar y asesorar al poder ejecutivo; creación de las Juntas Departamentales, como medio de satisfacer y atenuar las tendencias federalistas. Pero especialmente debe resaltarse que esa Constitución autorizó al Presidente de la República suspender las garantías constitucionales e investirse de facultades extraordinarias, por un tiempo determinado y con cargo de informar al Congreso acerca de las medidas adoptadas durante el ejercicio de dichas facultades. Finalmente, ofreció el fomento de las industrias y la educación, la realización de estadísticas, la civilización de los indígenas y el apoyo a la inmigración, entre otras buenas intenciones que poco o nada se materializaron.

## Otros aspectos
Promulgada la Constitución de 1828, el Congreso continuó sus labores hasta que se declaró en receso el 16 de junio del mismo año. Tuvo tiempo para realizar una fecunda labor legislativa. Uno de sus más aspectos más resaltantes fue el elevado concepto que tuvo de la jerarquía parlamentaria. El Presidente de la República, las autoridades y las corporaciones debieron prestar juramento de obediencia al Congreso. Otra nota distintiva fue su espíritu religioso. Mandó celebrar misas, en acción de gracias, por la elección de los jefes del poder ejecutivo y hacer rogativas públicas por tres días para implorar por el acierto de los diputados que discutían la nueva carta política. 
Entre otras importantes leyes que dio este Congreso, mencionamos las siguientes:
- Ordenó el restablecimiento de la libertad de imprenta, violentada por el régimen vitalicio.
- Ordenó al Ejecutivo la expatriación de las personas peligrosas para el orden público.
- Cuidó por los intereses y derechos de los diputados.
- Autorizó al Ejecutivo a conferir grados a los que lucharon en las batalla de Junín y Ayacucho y que no los habían obtenido.
- Reconoció la independencia de la República de Bolivia, al mandar al Ejecutivo que entrase en relaciones con ella una vez que estuviera libre de interferencias extranjeras.
- Ante el inminente conflicto con la Gran Colombia, autorizó al Presidente de la República para dirigir en persona el ejército, dentro y fuera del territorio peruano.
- Por ley del 31 de mayo de 1829 declaró a los indígenas propietarios de los terrenos que ocupaban.